# 陈全 (航天员)
陈全（1963年12月—），男，四川遂宁人，中国航天员，大校，副师职。

## 生平
1981年考上飞行员，1998年考入中国人民解放军航天员大队，成为中国载人航天工程第一批航天员14人中的一员。
他是神舟七号侯补航天员中的一名，为候补梯队指令长，其他两名是费俊龙和聂海胜，最终他的训练成绩为第六，无缘神七。